# جریان گرینلند شرقی

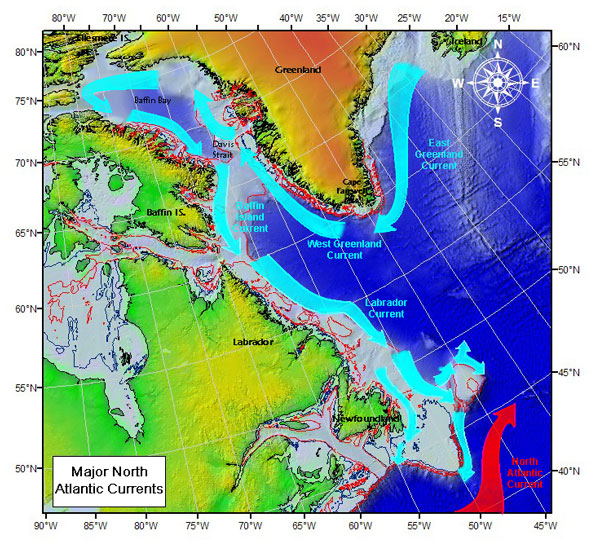
جریان گرینلند شرقی

جریان گرینلند شرقی (انگلیسی: East Greenland Current) با نام اختصاری EGC، جریانی سرد و با شوری کم است که از تنگه فرام (حدود ۸۰ درجه شمالی) تا دماغه فرول (حدود ۶۰ درجه شمالی) گسترده شده است. این جریان در ساحل شرقی گرینلند و در امتداد حاشیه قاره‌ای گرینلند واقع شده است. این جریان در امتداد دریاهای نوردیک (دریای گرینلند و دریای نروژ) و تنگه دانمارک قطع می‌شود. اهمیت اصلی جریان گرینلند شرقی به دلیل ارتباط مستقیم شمالگان به اطلس شمالی است. همچنین این جریان عامل اصلی خروج یخ از اقیانوس منجمد شمالی و تخلیه آب شیرین مناطق شمالگان به‌شمار می‌رود.